# Andrew Goodman
Andrew Goodman (Nueva York; 23 de noviembre de 1943 - Filadelfia, Misisipi; 21 de junio de 1964) fue un activista social. Fue asesinado junto con otros dos activistas por el Ku Klux Klan.

## Biografía
Nació en Nueva York en el Upper West Side de Manhattan. Fue el segundo hijo de Robert y Carolyn Goodman. Los Goodman inscribieron a Andrew y sus dos hermanos en la progresista e integrada Walden School. Allí Andrew se interesó intensamente en cuestiones de discriminación racial y económica. Al graduarse, se matriculó en Queens College en 1962.  Durante este periodo su interés en el movimiento por los derechos civiles y la acción directa no violenta continuó.
Finalmente Goodman se unió al Congreso sobre Igualdad Racial (CORE). Como tal participó en protestas y demostraciones. Luego se ofreció como voluntario para participar en su campaña Freedom Summer. El objetivo de ese proyecto era hacer una campaña masiva de inscripción y educación de votantes negros en Misisipi. Le aceptaron como tal en abril de 1964. El 14 de junio de 1964, Goodman comenzó su formación para Freedom Summer en el campus del Western College for Women en Oxford, Ohio. Estaba programado para trabajar el verano en Canton, Misisipi, pero cambió de opinión cuando llegó a Ohio la noticia de que el Ku Klux Klan había quemado la Iglesia Metodista Mount Zion en Longdale como represalia por su acuerdo de albergar una instalación de Freedom Summer. Cuando Michael Schwerner pidió voluntarios para regresar inmediatamente a Misisipi junto con James Chaney y él mismo, Goodman se ofreció como voluntario y llegó al estado por primera vez el sábado 20 de junio.

### Asesinato
Allí, el 21 de junio de 1964, Goodman y sus dos amigos fueron entonces de inmediato a Longdale como planeado para visitar la iglesia, que había sido quemada correspondientemente. En el camino de su regreso a la oficina de CORE en Meridian, los tres hombres fueron arrestados por el ayudante del sheriff Cecil Price. Más tarde esa noche fueron liberados de la cárcel de Neshoba sólo para ser detenidos nuevamente en un camino rural donde una jauría blanca los mató a tiros y los enterró en una presa de tierra.
El 4 de agosto, los cuerpos de los tres hombres fueron encontrados después de una búsqueda a gran escala por parte del FBI. El 13 de octubre, James Jordon, miembro del Ku Klux Klan, confesó a los agentes del FBI que había presenciado los asesinatos y aceptó cooperar con la investigación. Finalmente, el 4 de diciembre de 1964, diecinueve hombres fueron arrestados y acusados de violar los derechos civiles de Goodman, Michael Schwerner y James Chaney. Esto incluía al sheriff Lawrence Rainey y al ayudante del sheriff Cecil Price. Nadie fue acusado de asesinato, ya que solo el estado de Misisipi podía hacer una acusación así. Luego ellos fueron juzgados y se llegó a un veredicto tres años después. Ese veredicto ocurrió el 21 de octubre de 1967, cuando un total de siete de los hombres fueron condenados a penas de entre 3 y 10 años de cárcel y en la que el sheriff fue declarado inocente entre otros.
En septiembre de 2004, el estado de Misisippi reabrió el caso y acusó al miembro del Klan Edgar Ray Killen, que fue liberado tras la decisión judicial de 1967. El 21 de junio de 2005 fue condenado a tres condenas consecutivas de veinte años de prisión por homicidio por el crimen. En julio de 2016 se decidió cerrar el caso bajo el argumento de que ya había pasado demasiado tiempo como para poder juzgar a alguien más al respecto.

## Entierro
Andrew Goodman fue enterrado en Nueva York. Se pensó hacer un entierro integrado de los tres en Misisipi, pero eso estaba fuera de discusión. Por ello Chaney fue enterrado en la cima de una colina en las afueras de Meridian, mientras que los cuerpos de Schwerner y Goodman fueron trasladados correspondientemente en avión a Nueva York.
En 2014, de forma póstuma, le dieron la Medalla Presidencial de la Libertad.

## Legado
Tras la muerte de su hijo, los padres de Andrew Goodman decidieron continuar con el trabajo por el que su hijo perdió la vida. En 1966 fundaron la Fundación Andrew Goodman, que continúa apoyando el registro de votantes y la educación cívica a través de asociaciones con organizaciones de estudiantes universitarios en todo Estados Unidos, incluido la Universidad de Misisipi.